# Prismatomeris albidiflora
Prismatomeris albidiflora är en måreväxtart som beskrevs av George Henry Kendrick Thwaites. Prismatomeris albidiflora ingår i släktet Prismatomeris och familjen måreväxter. Inga underarter finns listade i Catalogue of Life.